# Радіо Ми — Україна
«Радіо Ми — Україна» — українська радіостанція, яка мовить на частоті 106.0 FM у Києві. Вперше з'явилась в ефірі 23 грудня 2024 року.

## Історія
10 травня 2024 року стало відомо, що власник телеканалу Ігор Петренко запускає однойменну радіостанцію. 13 червня того самого року радіостанція стала переможницею конкурсу на мовлення у Києві на частоті 106,0 МГц, а 23 грудня розпочала мовлення.
6 лютого 2025 року радіостанція стала переможницею конкурсу на мовлення у Запоріжжі на частоті 105,1 МГц, а 4 серпня розпочала мовлення.
27 березня того ж року радіостанція стала переможницею конкурсу на мовлення у Тернополі на частоті 98,6 МГц.
1 травня радіостанція стала переможницею конкурсу на мовлення в Одесі на частоті 96,6 МГц, а 1 серпня розпочала мовлення.

## Частоти мовлення
- Київ — 106.0 FM
- Запоріжжя — 105.1 FM
- Одеса — 96.6 FM
- Тернопіль — 98.6 FM (план)